# 유희옥
유희옥(1989년 10월 12일 ~ )은 대한민국의 배구 선수이다. 포지션은 센터이며, V-리그 김천 한국도로공사 하이패스 소속이다.

## 내력
비교적 늦은 나이인 중학교 2학년 때 배구를 시작하였다. 2008년 V-리그 신인 선수 드래프트에 참가하였으나 지명을 받지 못하였고, 이후 실업 배구팀 수원시청과 양산시청에서 선수로 활동하였다. 양산시청 소속이었던 2011년 신인 드래프트에 다시 참가하였는데 2라운드 1순위로 화성 IBK기업은행 알토스에 지명되며 프로 선수로 뛰게되었다. 2016년 6월 유미라와 1대1 트레이드를 통하여 현 소속팀 대전 KGC인삼공사로 이적하였다.
2018-2019 드래프트 2순위 입단한 박은진 대전 KGC 인삼공사의 활약과 동시에 부상까지 겹쳐 2018-2019시즌 종료후 2016년 6월 대전 KGC인삼공사로 트레이드 된지 3년만에 2019년 5월 경북 김천 하이패스 로 통해 조건부없이 이적했다.

## 수상

### 소속팀
대전 KGC인삼공사
- KOVO컵: 2018